# Ludwig von Stieglitz

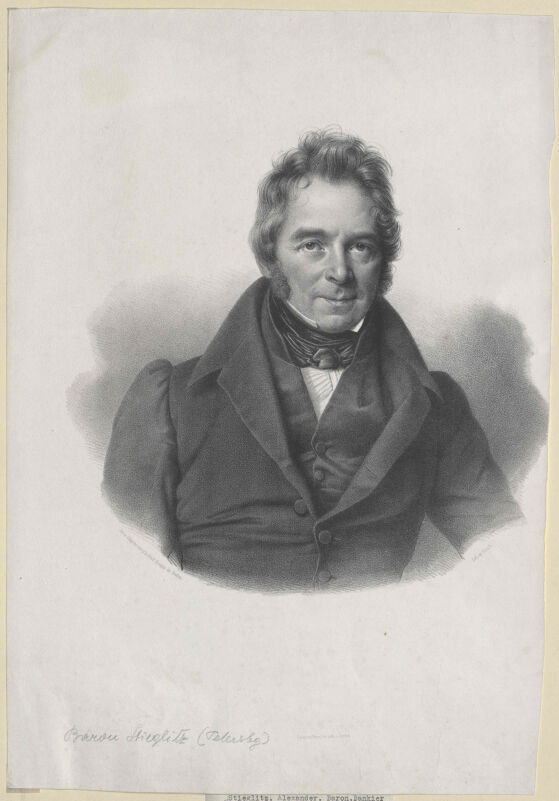
Ludwig Baron von Stieglitz

Ludwig Baron von Stieglitz (russisch Людвиг Иванович фон Штиглиц), 1803–1826 Ludwig Stieglitz, vor 1803 Levi Stieglitz (* 24. Dezember 1779 in Arolsen; † 6. Märzjul. / 18. März 1843greg. in Sankt Petersburg), war ein russischer Unternehmer und Bankier deutsch-jüdischer Herkunft. Er gründete das Bankhaus Stieglitz & Co.

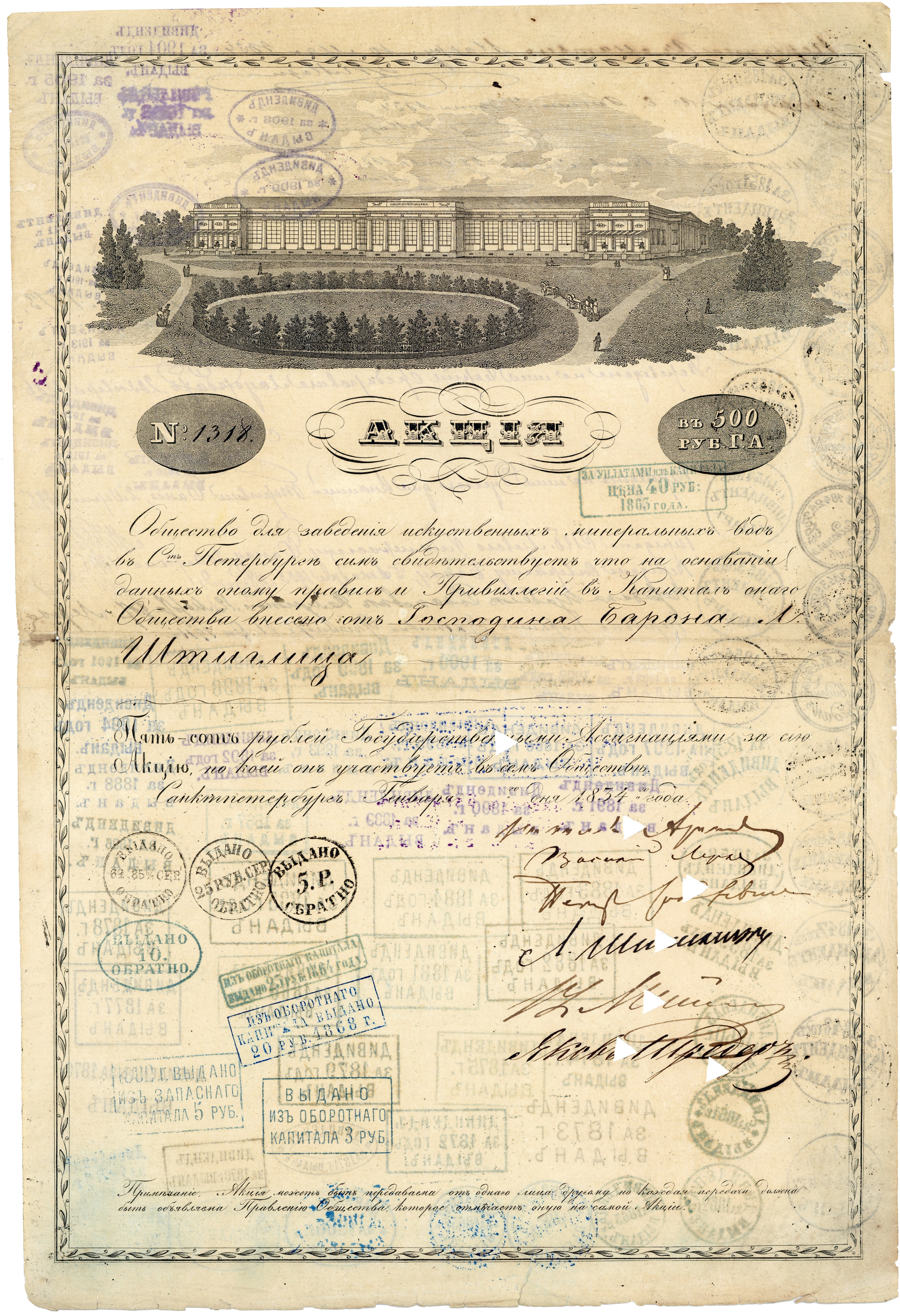
Aktie der Gesellschaft der Anstalt für künstliches Mineralwasser in St. Petersburg über 500 Rubel Staatliche Assignate, im Januar 1834 ausgestellt auf den Hofbankier Baron Ludwig Stieglitz

## Leben
Ludwig Stieglitz war als Levi Stieglitz der jüngste von drei Söhnen des Waldecker Schutzjuden Hirsch Bernhard Stieglitz und dessen Ehefrau Edel Elisabeth, geb. Marcus. Sein ältester Bruder war der Mediziner Johann Stieglitz (geb. als Israel Stieglitz) in Hannover. Der Dichter Heinrich Stieglitz war sein Neffe.
Als junger Mann zog Levi Stieglitz nach Russland als Vertreter des Familienunternehmens. Sowohl durch Handel als auch in zunehmendem Maß durch Bankgeschäfte kam er zu großem Vermögen und Einfluss. 1800 hatte sich sein Bruder Israel in Ronnenberg bei Hannover taufen lassen und den Namen Johann erhalten, und 1802 war er Hofmedicus in Hannover geworden. 1803 kam Levi aus Sankt Petersburg nach Ronnenberg, um sich dort ebenfalls insgeheim taufen zu lassen. Die Taufe wurde beurkundet, aber nicht ins Kirchenbuch eingetragen, da „Gründe einer öffentlichen Bekanntmachung entgegen stehen“. Als Christ wurde Ludwig Stieglitz von Kaiser Alexander I. zum Hofbankier ernannt und 1826 als Baron in den Adelsstand erhoben.
Auch unter Alexanders Nachfolger, Kaiser Nikolaus I., war Stieglitz als Hofbankier tätig, blieb aber auch Unternehmer. Er investierte unter anderem in den Aufbau der Dampfschifffahrtslinie zwischen Lübeck und St. Petersburg ab 1829 sowie in die Übernahme einer insolventen Tuchfabrik in Narva, welche dadurch in den folgenden Jahrzehnten unter ihrem neuen Direktor Napoléon Peltzer zu einer der renommiertesten Tuchfabriken Russlands wurde.

## Grundbesitz
Stieglitz erwarb Anfang des 19. Jahrhunderts umfangreichen Grundbesitz in den russländischen Gouvernements Ekaterinoslaw, Taurien und Cherson, zu denen etwa 2500 leibeigene Bauern gehörten. Ferner besaß er das Gut Itovo im Gouvernement Sankt Petersburg, das Gut Groß Essern im Gouvernement Kurland und Häuser in St. Petersburg. Wegen seines kurländischen Gutes wurde er 1840 in die Kurländische Ritterschaft aufgenommen.

## Familie
Ludwig Stieglitz heiratete Amalie Angelica Christiane Gottschalk (* 26. Juli 1777 in Hannover; † 20. Februar 1838 in St. Petersburg), wodurch er zum Schwager des Bankiers Martin Joseph Haller in Hamburg wurde; ihren Nachkommen wurde der erbliche russische Adelsstand durch einen Ukas des Senats vom 3. April 1863 betätigt. Der älteste Sohn Nikolaus, der das Katharineum zu Lübeck besucht und dort 1827 sein Abitur abgelegt hatte, starb schon 1833; Alexander übernahm die Bank, die er 1863 liquidierte, und wurde erster Präsident der 1860 gegründeten Staatsbank des Russischen Reiches. Die Tochter Natalie (* 17. Oktober 1803 in St. Petersburg; † 17. Mai 1882 in Frankfurt am Main) heiratete 1824 Johann David von Harder.